# Saison 2021-2022 de l'ASM Clermont Auvergne
Cette page présente la saison 2021-2022 de l'ASM Clermont Auvergne en Top 14 et en Coupe d'Europe.

## Entraîneurs
- Jono Gibbes : directeur sportif[1]
- Xavier Sadourny : entraîneur de l'attaque
- Benson Stanley : entraîneur de la défense
- Davit Zirakashvili : entraineur mêlée

## Effectif
| Nom                   | Poste            | Naissance         | Nationalité sportive | International | Dernier club                     | Arrivée au club (année) |
| --------------------- | ---------------- | ----------------- | -------------------- | ------------- | -------------------------------- | ----------------------- |
| Giorgi Beria          | Pilier           | 11 novembre 1999  | France               | -20a          | Formé au club                    | 2016                    |
| Daniel Bibi Biziwu    | Pilier           | 29 août 2001      | France               | -             | Formé au club                    | 2018                    |
| Sipili Falatea        | Pilier           | 6 juin 1997       | France               |               | Formé au club                    | 2017                    |
| Étienne Falgoux       | Pilier           | 19 janvier 1993   | France               |               | Formé au club                    | 2012                    |
| Cristian Ojovan       | Pilier           | 4 janvier 1997    | Moldavie             |               | Section paloise                  | 2017                    |
| Peni Ravai            | Pilier           | 16 juin 1990      | Fidji                |               | Union Bordeaux Bègles            | 2020                    |
| Rabah Slimani         | Pilier           | 18 octobre 1989   | France               |               | Stade Français Paris             | 2017                    |
| Yohan Beheregaray     | Talonneur        | 29 mai 1996       | France               | -             | Formé au club                    | 2013                    |
| Benjamin Boudou       | Talonneur        | 7 juin 2002       | France               | - 20 ans      | Formé au club                    | 2019                    |
| Étienne Fourcade      | Talonneur        | 11 avril 1997     | France               |               | FC Grenoble                      | 2020                    |
| Adrien Pélissié       | Talonneur        | 7 août 1990       | France               |               | Union Bordeaux Bègles            | 2020                    |
| Miles Amatosero       | Deuxième ligne   | 15 juin 2002      | Australie            | -             | Formé au club                    | 2020                    |
| Edward Annandale      | Deuxième ligne   | 18 janvier 2001   | Nouvelle-Zélande     | -             | Formé au club                    | 2019                    |
| Paul Jedrasiak        | Deuxième ligne   | 6 février 1993    | France               |               | Formé au club                    | 2011                    |
| Thibaud Lanen         | Deuxième ligne   | 1er avril 1998    | France               | -             | Formé au club                    | 2019                    |
| Tomás Lavanini        | Deuxième ligne   | 22 janvier 1993   | Argentine            |               | Leicester Tigers                 | 2021                    |
| Sébastien Vahaamahina | Deuxième ligne   | 21 octobre 1991   | France               |               | USA Perpignan                    | 2014                    |
| Jacobus van Tonder    | Deuxième ligne   | 3 mars 1998       | Afrique du Sud       | -             | Formé au club                    | 2016                    |
| Judicaël Cancoriet    | Troisième ligne  | 25 avril 1996     | France               |               | RC Massy                         | 2015                    |
| Lucas Dessaigne       | Troisième ligne  | 7 février 1999    | France               | -             | Formé au club                    | 2019                    |
| Alexandre Fischer     | Troisième ligne  | 19 janvier 1998   | France               | -             | Formé au club                    | 2016                    |
| Arthur Iturria        | Troisième ligne  | 13 mai 1994       | France               |               | Formé au club                    | 2012                    |
| Clément Lanen         | Troisième ligne  | 1er avril 1998    | France               | -             | Formé au club                    | 2019                    |
| Alexandre Lapandry    | Troisième ligne  | 13 avril 1989     | France               |               | Formé au club                    | 2007                    |
| Fritz Lee             | Troisième ligne  | 29 août 1988      | Samoa                |               | Chiefs                           | 2013                    |
| Killian Tixeront      | Troisième ligne  | 22 janvier 2002   | France               | -20a          | Formé au club                    | 2017                    |
| Peceli Yato           | Troisième ligne  | 17 janvier 1993   | Fidji                |               | Formé au club                    | 2012                    |
| Sébastien Bézy        | Demi de mêlée    | 22 novembre 1991  | France               |               | Stade toulousain                 | 2020                    |
| Baptiste Jauneau      | Demi de mêlée    | 17 novembre 2003  | France               | -20a          | Formé au club                    | 2021                    |
| Morgan Parra          | Demi de mêlée    | 15 novembre 1988  | France               |               | CS Bourgoin-Jallieu              | 2009                    |
| Kévin Viallard        | Demi de mêlée    | 27 novembre 2000  | France               | -20a          | Formé au cub                     | 2018                    |
| JJ Hanrahan           | Demi d'ouverture | 27 juillet 1992   | Irlande              | -             | Munster Rugby                    | 2021                    |
| Camille Lopez         | Demi d'ouverture | 3 avril 1989      | France               |               | USA Perpignan                    | 2014                    |
| Gabin Michet          | Demi d'ouverture | 21 juin 2001      | France               | -             | Formé au club                    | 2011                    |
| Jean-Pascal Barraque  | Centre           | 24 avril 1991     | France               | à 7           | Équipe de France de rugby à sept | 2021                    |
| Wesley Fofana         | Centre           | 20 janvier 1988   | France               |               | Formé au club                    | 2007                    |
| George Moala          | Centre           | 5 novembre 1990   | Nouvelle-Zélande     |               | Blues                            | 2018                    |
| Apisai Naqalevu       | Centre           | 21 août 1989      | Fidji                | -             | Union Bordeaux Bègles            | 2018                    |
| Damian Penaud         | Centre           | 25 septembre 1996 | France               |               | Formé au club                    | 2014                    |
| Tani Vili             | Centre           | 31 octobre 2000   | France               | -             | Formé au club                    | 2017                    |
| Samuel Ezeala         | Ailier           | 11 décembre 1999  | France               | -             | Formé au club                    | 2018                    |
| Marvin O'Connor       | Ailier           | 18 avril 1991     | France               | à 7           | Équipe de France de rugby à sept | 2021                    |
| Bastien Pourailly     | Ailier           | 31 janvier 1994   | France               | -             | Section paloise                  | 2020                    |
| Alivereti Raka        | Ailier           | 9 décembre 1994   | France               |               | Formé au club                    | 2014                    |
| Thomas Rozière        | Ailier           | 13 avril 2000     | France               | -             | Formé au club                    | 2007                    |
| TJ Maguranyanga       | Arrière          | 22 décembre 2002  | Zimbabwe             | -             | Formé au club                    | 2022                    |
| Kotaro Matsushima     | Arrière          | 26 février 1993   | Japon                |               | Suntory Sungoliath               | 2020                    |
| Cheikh Tiberghien     | Arrière          | 8 janvier 2000    | France               | -             | Formé au club                    | 2019                    |

## Calendrier et résultats
| Date du match     | Heure      | Domicile              | Extérieur             | Score   | Lieu du match              | Diffusion TV                      | Catégorie                          | Classement |
| ----------------- | ---------- | --------------------- | --------------------- | ------- | -------------------------- | --------------------------------- | ---------------------------------- | ---------- |
| 5 septembre 2021  | 17:45 CEST | Lyon OU               | ASM Clermont          | 28 - 19 | Matmut Stadium Gerland     | Canal+                            | 1re journée de Top 14              | 11e        |
| 11 septembre 2021 | 15:00 CEST | ASM Clermont          | Castres olympique     | 30 - 34 | Stade Marcel-Michelin      | Canal+ Décalé (multiplex), Rugby+ | 2e journée de Top 14               | 12e        |
| 18 septembre 2021 | 21:05 CEST | ASM Clermont          | Stade rochelais       | 23 - 22 | Stade Marcel-Michelin      | Canal+                            | 3e journée de Top 14               | 10e        |
| 26 septembre 2021 | 21:05 CEST | Stade toulousain      | ASM Clermont          | 27 - 15 | Stade Ernest-Wallon        | Canal+                            | 4e journée de Top 14               | 13e        |
| 3 octobre 2021    | 21:05 CEST | ASM Clermont          | Racing 92             | 26 - 17 | Stade Marcel-Michelin      | Canal+                            | 5e journée de Top 14               | 9e         |
| 10 octobre 2021   | 21:05 CEST | Stade français        | ASM Clermont          | 22 - 14 | Stade Jean-Bouin           | Canal+                            | 6e journée de Top 14               | 11e        |
| 16 octobre 2021   | 17:00 CEST | Montpellier HR        | ASM Clermont          | 20 - 22 | GGL Stadium                | Canal+                            | 7e journée de Top 14               | 10e        |
| 23 octobre 2021   | 15:00 CEST | ASM Clermont          | Section paloise       | 42 - 20 | Stade Marcel-Michelin      | Canal+ Décalé (multiplex), Rugby+ | 8e journée de Top 14               | 7e         |
| 30 octobre 2021   | 21:05 CEST | Union Bordeaux Bègles | ASM Clermont          | 25 - 9  | Stade Chaban-Delmas        | Canal+                            | 9e journée de Top 14               | 8e         |
| 7 novembre 2021   | 21:05 CEST | ASM Clermont          | RC Toulon             | 31 -16  | Stade Marcel-Michelin      | Canal+                            | 10e journée de Top 14              | 8e         |
| 27 novembre 2021  | 15:00 CEST | USA Perpignan         | ASM Clermont          | 26 - 24 | Stade Aimé-Giral           | Canal+ Décalé (multiplex), Rugby+ | 11e journée de Top 14              | 8e         |
| 4 décembre 2021   | 15:00 CEST | ASM Clermont          | Biarritz olympique    | 39 -11  | Stade Marcel-Michelin      | Canal+ Décalé (multiplex), Rugby+ | 12e journée de Top 14              | 4e         |
| 11 décembre 2021  | 18:30 CET  | ASM Clermont          | Ulster Rugby          | 23 - 29 | Stade Marcel-Michelin      | beIN Sports 1                     | 01re journée d'ERCC1               | 9e         |
| Annulé            |            | Sale Sharks           | ASM Clermont          | 0 - 0   | AJ Bell Stadium            | beIN Sports 1, France 2           | 02e journée d'ERCC1                | 9e         |
| Reporté           | -          | CA Brive              | ASM Clermont          | -       | Stade Amédée-Domenech      | -                                 | 13e journée de Top 14              | 7e         |
| 1er janvier 2022  | 21:00 CEST | ASM Clermont          | Stade toulousain      | 16 - 13 | Stade Marcel-Michelin      | Canal+                            | 14e journée de Top 14              | 7e         |
| 8 janvier 2022    | 21:05 CEST | Racing 92             | ASM Clermont          | 33 - 28 | Paris La Défense Arena     | Canal+                            | 15e journée de Top 14              | 7e         |
| 16 janvier 2022   | 18:30 CET  | ASM Clermont          | Sale Sharks           | 25 - 19 | Stade Marcel-Michelin      | beIN Sports 1                     | 03e journée d'ERCC1                | 7e         |
| 22 janvier 2022   | 18:30 CET  | Ulster Rugby          | ASM Clermont          | 34 - 31 | Ravenhill Stadium          | beIN Sports 1                     | 04e journée d'ERCC1                | 8e         |
| 30 janvier 2022   | 18:00 CET  | Section paloise       | ASM Clermont          | 28 - 20 | Stade du Hameau            | Canal+ Décalé                     | 16e journée de Top 14              | 7e         |
| Reporté           | -          | ASM Clermont          | Union Bordeaux Bègles | -       | Stade Marcel-Michelin      | -                                 | 17e journée de Top 14              | 8e         |
| 12 février 2022   | 15:00 CET  | CA Brive              | ASM Clermont          | 27 - 20 | Stade Amédée-Domenech      | Rugby+                            | 13e journée de Top 14              | 9e         |
| 19 février 2022   | 21:05 CET  | Stade rochelais       | ASM Clermont          | 31 - 27 | Stade Marcel-Deflandre     | Canal+                            | 18e journée de Top 14              | 10e        |
| 26 février 2022   | 17:15 CET  | ASM Clermont          | USA Perpignan         | 52 - 12 | Stade Marcel-Michelin      | Canal+ (multiplex), Rugby+        | 19e journée de Top 14              | 9e         |
| 5 mars 2022       | 21:05 CET  | ASM Clermont          | Lyon OU               | 25 - 16 | Stade Marcel-Michelin      | Canal+                            | 20e journée de Top 14              | 9e         |
| 13 mars 2022      | 15:00 CET  | ASM Clermont          | Union Bordeaux Bègles | 29 - 26 | Stade Marcel-Michelin      | Canal+                            | 17e journée de Top 14              | 8e         |
| 26 mars 2022      | 15:00 CET  | RC Toulon             | ASM Clermont          | 32 - 22 | Stade Mayol                | Canal+                            | 21e journée de Top 14              | 8e         |
| 2 avril 2022      | 17:00 CET  | ASM Clermont          | CA Brive              | 41 - 10 | Stade Marcel-Michelin      | Canal+ (multiplex), Rugby+        | 22e journée de Top 14              | 8e         |
| 10 avril 2022     | 16:15 CET  | ASM Clermont          | Leicester Tigers      | 10 - 29 | Stade Marcel-Michelin      | France 2                          | Huitièmes de finale aller d'ERCC1  | -          |
| 16 avril 2022     | 18:30 CET  | Leicester Tigers      | ASM Clermont          | 27 - 17 | Welford Road Stadium       | France 4                          | Huitièmes de finale retour d'ERCC1 | -          |
| 23 avril 2022     | 14:15 CET  | Castres olympique     | ASM Clermont          | 12 - 0  | Stade Pierre-Fabre         | Canal+ (multiplex), Rugby+        | 23e journée de Top 14              | 9e         |
| 30 avril 2022     | 17:00 CET  | ASM Clermont          | Stade français        | 29 - 26 | Stade Marcel-Michelin      | Canal+ (multiplex), Rugby+        | 24e journée de Top 14              | 9e         |
| 21 mai 2022       | 17:15 CET  | Biarritz olympique    | ASM Clermont          | 8 - 26  | Parc des sports d'Aguiléra | Canal+ (multiplex), Rugby+        | 25e journée de Top 14              | 9e         |
| 4 juin 2022       | 21:05 CET  | ASM Clermont          | Montpellier HR        | 20 - 15 | Stade Marcel-Michelin      | Canal+ (multiplex), Rugby+        | 26e journée de Top 14              | 7          |

### Classement Top 14
| Rang | Club                  | J  | V  | N | D  | Bo | Bd | Pm  | Pe  | Diff | Pts |
| ---- | --------------------- | -- | -- | - | -- | -- | -- | --- | --- | ---- | --- |
| 1    | Castres olympique     | 26 | 17 | 1 | 8  | 5  | 1  | 565 | 529 | +36  | 76  |
| 2    | Montpellier HR        | 26 | 15 | 2 | 9  | 4  | 6  | 619 | 503 | +116 | 74  |
| 3    | Union Bordeaux Bègles | 26 | 15 | 1 | 10 | 5  | 5  | 610 | 484 | +126 | 72  |
| 4    | Stade toulousain      | 26 | 15 | 0 | 11 | 6  | 5  | 638 | 432 | +206 | 71  |
| 5    | Stade rochelais       | 26 | 15 | 0 | 11 | 6  | 5  | 640 | 466 | +174 | 71  |
| 6    | Racing 92             | 26 | 16 | 0 | 10 | 4  | 2  | 661 | 568 | +93  | 70  |
| 7    | ASM Clermont          | 26 | 14 | 0 | 12 | 6  | 4  | 649 | 557 | +92  | 66  |
| 8    | RC Toulon             | 26 | 13 | 2 | 11 | 4  | 5  | 572 | 504 | +68  | 65  |
| 9    | Lyon OU               | 26 | 13 | 0 | 13 | 6  | 6  | 637 | 558 | +79  | 64  |
| 10   | Section paloise       | 26 | 11 | 1 | 14 | 1  | 3  | 568 | 664 | -96  | 50  |
| 11   | Stade français Paris  | 26 | 11 | 0 | 15 | 2  | 4  | 544 | 651 | -107 | 50  |
| 12   | CA Brive              | 26 | 9  | 1 | 16 | 4  | 4  | 453 | 631 | -178 | 46  |
| 13   | USA Perpignan P       | 26 | 9  | 0 | 17 | 2  | 5  | 491 | 664 | -173 | 43  |
| 14   | Biarritz olympique P  | 26 | 5  | 0 | 21 | 1  | 3  | 449 | 885 | -436 | 24  |

## Statistiques

### Championnat de France
Meilleurs réalisateurs
| Rang | Joueur         | Poste                           | Points | Essais | Transf. | Pén. | Drops |
| ---- | -------------- | ------------------------------- | ------ | ------ | ------- | ---- | ----- |
| 1    | Morgan Parra   | Demi de mêlée, demi d'ouverture | 165    | 1      | 29      | 34   | -     |
| 2    | Camille Lopez  | Demi d'ouverture                | 103    | -      | 17      | 21   | 2     |
| 3    | Alivereti Raka | Ailier                          | 40     | 8      | -       | -    | -     |

Meilleurs marqueurs
| Rang | Joueur               | Poste          | Essais |
| ---- | -------------------- | -------------- | ------ |
| 1    | Alivereti Raka       | Ailier         | 8      |
| 2    | Damian Penaud        | Ailier, centre | 7      |
| 2    | George Moala         | Centre         | 7      |
| 4    | Yohan Beheregaray    | Talonneur      | 6      |
| 4    | Jean-Pascal Barraque | Centre         | 6      |

### Coupe d'Europe
Meilleurs réalisateurs
| Rang | Joueur         | Poste          | Points | Essais | Transf. | Pén. | Drops |
| ---- | -------------- | -------------- | ------ | ------ | ------- | ---- | ----- |
| 1    | Morgan Parra   | Demi de mêlée  | 27     | -      | 3       | 7    | -     |
| 2    | Alivereti Raka | Ailier         | 15     | 3      | -       | -    | -     |
| 2    | Damian Penaud  | Ailier, centre | 15     | 3      | -       | -    | -     |

Meilleurs marqueurs
| Rang | Joueur         | Poste                  | Essais |
| ---- | -------------- | ---------------------- | ------ |
| 1    | Alivereti Raka | Ailier                 | 3      |
| 1    | Damian Penaud  | Ailier, centre         | 3      |
| 3    | Fritz Lee      | Troisième ligne centre | 2      |